# Renate Jaeger (Juristin)
Renate Jaeger (* 30. Dezember 1940 in Darmstadt) ist eine deutsche Juristin. U. a. war sie als Richterin am Bundessozialgericht, Bundesverfassungsgericht sowie am Europäischen Gerichtshof für Menschenrechte tätig.

## Ausbildung
Renate Jaeger wuchs als Tochter eines Physikers im thüringischen Vacha, und, nach dem Ende des Zweiten Weltkriegs, in Pfungstadt, Rheydt, Köln und im Bergischen Land auf. Sie besuchte zwei neusprachliche Gymnasien in Köln. Auf ihr Abitur 1959 folgte ein mehrmonatiger USA-Aufenthalt. Renate Jaeger studierte Rechtswissenschaften an der Universität zu Köln, Ludwig-Maximilians-Universität München und Université de Lausanne. Die beiden juristischen Staatsexamina legte sie 1964 und 1968 ab, dazwischen absolvierte sie den Referendardienst in Köln und Berlin.

## Beruflicher Werdegang
Nach dem zweiten Staatsexamen trat sie 1968 in den Justizdienst des Landes Nordrhein-Westfalen ein und war bis 1974 Richterin am Sozialgericht Düsseldorf, von wo sie für die Jahre 1970 und 1971 als wissenschaftliche Mitarbeiterin zum Bundessozialgericht abgeordnet wurde. 1974 wurde Jaeger zur Richterin am Landessozialgericht berufen, wo sie bis 1987 tätig war. In den Jahren 1976 bis 1979 war sie als wissenschaftliche Mitarbeiterin an das Bundesverfassungsgericht abgeordnet. 1986 wurde sie zur Vorsitzenden Richterin am Landessozialgericht ernannt, 1987 folgte die Ernennung zur Richterin am Bundessozialgericht.
Neben ihrer Tätigkeit beim Bundessozialgericht war sie vom 12. Mai bis zum 23. März 1994 Mitglied des Verfassungsgerichtshofs für das Land Nordrhein-Westfalen, 1992 wurde sie daneben Mitglied der Verfassungs-Enquête-Kommission Rheinland-Pfalz. Von 1991 bis 1994 nahm sie außerdem einen Lehrauftrag der Westfälischen Wilhelms-Universität Münster wahr.
Am 24. März 1994 schließlich wurde Jaeger zur Richterin des Bundesverfassungsgerichts ernannt, wo sie bis zum 29. Oktober 2004 Mitglied des Ersten Senats war. Zudem war sie Verbindungsbeamtin des Bundesverfassungsgerichts zur Venedig-Kommission des Europarats.
Am 28. April 2004 wurde Jaeger von der Parlamentarischen Versammlung des Europarats zur Richterin am Europäischen Gerichtshof für Menschenrechte gewählt.
Nachfolger Jaegers am Bundesverfassungsgericht ist Reinhard Gaier und am Europäischen Gerichtshof für Menschenrechte ist ihr Anfang 2011 Angelika Nußberger gefolgt.
Seit 12. Januar 2011 ist Jaeger Vorsitzende des Disziplinarrates der Europäischen Kommission. Von 2011 bis 2015 leitete sie ferner die Schlichtungsstelle der Rechtsanwaltschaft, die bei Streitigkeiten zwischen Mandanten und Rechtsanwälten vermittelt.

## Auszeichnungen und Ehrungen
- 2004 Ehrendoktorwürde der Juristischen Fakultät der Universität Münster

- 2004  Großes Verdienstkreuz mit Stern und Schulterband der Bundesrepublik Deutschland

## Mitgliedschaften und Ämter
- Seit 1977 Mitglied im Deutschen Juristinnenbund[4]
- Mitglied des Kuratoriums von Aktion Deutschland Hilft e. V., dem Bündnis der Hilfsorganisationen.
- Mitglied der SPD[5]

## Privatleben
Renate Jaeger ist seit 1993 geschieden und hat zwei erwachsene Kinder, den Sohn Olaf (geb. 1966) und die Tochter Berit (geb. 1972). Beide sind Rechtsanwälte.